# KapanLagi.com
KapanLagi.com je indonéský zpravodajsko-zábavný internetový portál a jeden z nejčtenějších webových serverů v Indonésii.
Server poskytuje obsah na různá témata, mezi ně patří zprávy a bulvár (svět celebrit, životní styl, kino, hudba a kuchyně) a také recenze filmů a hudby.
Portál vznikl v roce 2003. Mezi zakladateli webu byli Steve Christian a Eka Wiharto.
Podle žebříčku Alexa Internet se jedná o jeden z nejnavštěvovanějších webů v Indonésii.